# Лубошево (Брянская область)
Лубошево — село в Комаричском районе Брянской области. Входит в состав Аркинского сельского поселения.

## История
Село с 1861 года до 1880-х годов было центром Лубошевской волости.
Решением Брянского сельского облисполкома от 8 сентября 1964 года объеденины село Лубошево и посёлок Некрасовский.

## Население
| 2010 | 2013 |
| ---- | ---- |
| 21   | ↗22  |